# Championnat de Biélorussie masculin de volley-ball
Le championnat de Biélorussie de première division de volley-ball, est la plus importante compétition nationale organisé par la Fédération biélorusse de volley-ball (Bielorusskaia Federatsija Volejbola, БФВ), il a été créé en 1991.

## Palmarès
| Année | Champion                  | Finaliste                   | Troisième                   |
| ----- | ------------------------- | --------------------------- | --------------------------- |
| 1992  | SKA Minsk                 | Kirovets Vitebsk            | Kommunalnik Grodno          |
| 1993  | Spoutnik Vitebsk          | SKA Minsk                   | Zapadny Bug Brest           |
| 1994  | Spoutnik Vitebsk          | SKA Minsk                   | Zapadny Bug Brest           |
| 1995  | Spoutnik Vitebsk          | SKA Minsk                   | Kommunalnik Grodno          |
| 1996  | SKA Minsk                 | Spoutnik Vitebsk            | Kommunalnik Grodno          |
| 1997  | Kommunalnik Grodno        | Spoutnik Vitebsk            | SKA Minsk                   |
| 1998  | SKA Minsk                 | Kommunalnik Grodno          | Zapadny Bug Brest           |
| 1999  | Kommunalnik Grodno        | Zapadny Bug Brest           | Dinamo Vitebsk              |
| 2000  | SKA Minsk                 | Dinamo Vitebsk              | Kommunalnik Grodno          |
| 2001  | GVC Gomel                 | Kommunalnik Grodno          | Dinamo Vitebsk              |
| 2002  | Kommunalnik Grodno        | Zapadny Bug Brest           | GVC Gomel                   |
| 2003  | Kommunalnik Grodno        | GVC Gomel                   | Tekhnopribor Mogilev        |
| 2004  | GVC Gomel                 | Kommunalnik Grodno          | Shakhtospetsstroi Salihorsk |
| 2005  | Kommunalnik Grodno        | GVC Gomel                   | Shakhtospetsstroi Salihorsk |
| 2006  | Tekhnopribor-Bela Mogilev | Shakhtospetsstroi Salihorsk | Metallurg Jlobine           |
| 2007  | Metallurg-Bela Mogilev    | GVC Gomel                   | Zapadny Bug Brest           |
| 2008  | Metallurg Jlobine         | Metallurg-Bela Mogilev      | Kommunalnik Grodno          |
| 2009  | Metallurg Jlobine         | Metallurg-Bela Mogilev      | Stroitel Minsk              |
| 2010  | Stroitel Minsk            | Metallurg Jlobine           | Kommunalnik Grodno          |
| 2011  | Stroitel Minsk            | Kommunalnik Grodno          | Metallurg Jlobine           |
| 2012  | Stroitel Minsk            | Kommunalnik Grodno          | Metallurg Jlobine           |
| 2013  | Stroitel Minsk            | Chakhtsior Salihorsk        | Kommunalnik Grodno          |

## Équipes Saison 2010-2011
- Stroitel Mińsk
- Metallurg Jlobine
- Kommunalnik Grodno
- GVC Gomel
- Zapadny Bug Brest
- Marco Vitebsk
- Lions de Moguilev
- Chakhtsior Salihorsk
- BSU-BATE Borisov